# Libérée, délivrée
Pour les articles homonymes, voir Let It Go.
Let It Go
Pistes de La Reine des neiges
L'amour est un cadeau Le Chant du renne
Pistes de Frozen
Love Is an Open Door Reindeer(s) Are Better Than People
Libérée, délivrée, ou Let It Go en version originale, est une chanson provenant du film d'animation La Reine des neiges, sorti en 2013. Les paroles ont été écrites par Kristen Anderson-Lopez en version originale, et la musique a été composée par Robert Lopez.
Dans le film, la chanson est interprétée par le personnage d'Elsa, la Reine des Neiges. En version originale, elle est interprétée par la chanteuse Idina Menzel,, et en français, autant en Europe qu'au Canada, par Anaïs Delva. Une version différente de la chanson, elle aussi interprétée par Anaïs Delva (Demi Lovato dans la version originale), peut être entendue au cours du générique de fin.
La chanson est nommée pour le Golden Globe de la meilleure chanson originale pour sa version originale, ainsi qu'aux Oscars 2014, où la chanson remporte l'Oscar de la meilleure chanson originale. Elle remporte également le Grammy Award 2015 de la meilleure chanson écrite pour un média visuel.
Le 24 novembre 2017, le chanteur Jaime Ciero intente un procès pour plagiat contre Disney, sa chanson Volar aurait été reprise pour la chanson Let It Go de La Reine des neiges (2013).
La version originale cumule plus de 3,3 milliards de visionnages en 2024 et demeure une des chansons Disney les plus populaires.
La chanson est rapidement victime de son succès en acquiérant une réputation de « cauchemar » insupportable pour les parents dont les enfants la chantent en boucle. L'effet est tel que l'interprète française Anaïs Delva ainsi que la réalisatrice Jennifer Lee présentent — avec humour — leur excuses aux parents peu après la sortie du film,.

## Synopsis
La reine Elsa d'Arendelle, ne parvenant pas à maîtriser ses pouvoirs, fuit son royaume après l'avoir plongé, sans le savoir, dans un hiver éternel. Tous ses sujets la considèrent comme une sorcière maléfique, à l'exception de sa sœur Anna, qui part à sa recherche. En arrivant à la Montagne du Nord, Elsa libère ses pouvoirs et découvre véritablement ce dont elle est capable en construisant un gigantesque palais de glace. C'est aussi lors de cette séquence qu'elle crée Olaf sans se rendre compte que ce bonhomme de neige, à l'image de celui qu'elle avait fabriqué pour sa sœur lors de leur enfance, va prendre vie.

### Autres langues
En plus de la version originale anglaise, la chanson est traduite en 43 autres langues et dialectes dans le monde. Le 22 janvier 2014, Disney a publié une version multilingue de Let It Go, qui présentait 25 voix d'actrices différentes dans leurs versions respectives du film.
| Interprète                                                | Titre                               | Traduction française        | Langue                     |
| --------------------------------------------------------- | ----------------------------------- | --------------------------- | -------------------------- |
| Willemijn Verkaik                                         | Lass jetzt los                      | « Laisse aller »            | Allemand                   |
| Idina Menzel                                              | Let It Go                           | « Laisser aller »           | Anglais                    |
| نسمة محجوب (Nesma Mahgoub)                                | أطلقي سـركِ (Atliqi Seraki)          | « Libère ton secret »       | Arabe                      |
| Надежда Панайотова (Nadezhda Panayotova)                  | Слагам край (Slagam kray)           | « Mettre fin »              | Bulgare                    |
| 白珍寶 (Baak Jan Bo; Jobelle Ubalde)                      | 冰心鎖 (Bing Sam Soh)               | « Mon cœur est emprisonné » | Cantonais                  |
| Gisela                                                    | Vol Volar                           | « Veut voler »              | Catalan                    |
| 박혜나 (Hye Na Park)                                      | 다 잊어 (Da Ijeo)                   | « Oublie tout »             | Coréen                     |
| Nataša Mirković                                           | Puštam sve                          | « Je laisse tout aller »    | Croate                     |
| Maria Lucia Heiberg Rosenberg                             | Lad Det Ske                         | « Laisse faire »            | Danois                     |
| Carmen Sarahí / Tini Stoessel                             | Libre Soy                           | « Je suis libre »           | Espagnol (Amérique)        |
| Gisela                                                    | ¡Suéltalo!                          | « Laisser aller! »          | Espagnol (Europe)          |
| Hanna-Liina Võsa                                          | Olgu nii                            | « Ainsi soit-il »           | Estonien                   |
| Katja Sirkiä                                              | Taakse jää                          | « Laissé derrière »         | Finnois                    |
| Σία Κοσκινά (Sía Koskiná)                                 | Και ξεχνώ (Kai xechnó)              | « Et oublié »               | Grec                       |
| מונה מור (Mona Mor)                                       | לעזוב (La'azov)                     | « Quitter »                 | Hébreu                     |
| सुनिधि चौहान (Sunidhi Chauhan)                                 | फना हो (Fanaa Ho)                     | « Être époustouflé »        | Hindi                      |
| Nikolett Füredi                                           | Legyen hó!                          | « Laisse la neige! »        | Hongrois                   |
| Mikha Sherly Marpaung                                     | Lepaskan                            | « Allons y »                | Indonésien                 |
| Ágústa Eva Erlendsdóttir                                  | Þetta er nóg                        | « C'est assez »             | Islandais                  |
| Serena Autieri                                            | All'alba Sorgerò                    | « A l'aube je me lèverai »  | Italien                    |
| 松たか子 (Takako Matsu)                                   | ありのままで (Ari no Mama de)       | « Tel quel »                | Japonais                   |
| Jolanta Strikaite                                         | Lai nu snieg                        | « Laisse la neige »         | Letton                     |
| Girmantė Vaitkutė                                         | Tebūnie                             | « Qu'il en soit ainsi »     | Lituanien                  |
| Marsha Milan Londoh                                       | Bebaskan                            | « Libérez-le »              | Malais                     |
| 胡维纳 (Weina "Jalane" Hu)                                | 随它吧 (Suí Tā Ba)                  | « Laisser aller »           | Mandarin (Chine populaire) |
| 林芯儀 (Lin Hsin Yi ; Shennio Lin)                        | 放開手 (Fàng Kāi Shǒu)              | « Laisser aller »           | Mandarin (Taïwan)          |
| Elke Buyle                                                | Laat het los                        | « Laisser aller »           | Néerlandais (Belgique)     |
| Willemijn Verkaik                                         | Laat het los                        | « Laisser aller »           | Néerlandais (Pays-Bas)     |
| Lisa Stokke                                               | La Den Gå                           | « Laisser aller »           | Norvégien                  |
| سوده فکری (Soodeh Fekri)                                  | رها کن (Raha kon)                   | « Laisse le »               | Persan                     |
| Katarzyna Łaska                                           | Mam tę moc                          | « J'ai ce pouvoir »         | Polonais                   |
| Taryn Szpilman                                            | Livre Estou                         | « Je suis libre »           | Portugais (Brésil)         |
| Ana Margarida Encarnação                                  | Já Passou                           | « C'est fini »              | Portugais (Portugal)       |
| Dalma Kovács                                              | S-a întâmplat                       | « C'est arrivé »            | Roumain                    |
| Анна Бутурлина (Anna Buturlina)                           | Отпусти и забудь (Otpusti i zabud') | « Lâchez prise et oubliez » | Russe                      |
| Jelena Gavrilović                                         | Sad je kraj                         | « C'est fini maintenant »   | Serbe                      |
| Andrea Somorovská                                         | Von to dám                          | « Je vais le donner »       | Slovaque                   |
| Nuška Drašček Rojko                                       | Zaživim                             | « Je suis en vie »          | Slovène                    |
| Annika Herlitz                                            | Slå Dig Fri                         | « Libérez-vous »            | Suédois                    |
| Monika Absolonová                                         | Najednou                            | « Tout à coup »             | Tchèque                    |
| วิชญาณี เปียกลิ่น (Wichayanee Pearklin surnommée Gam The Star) | ปล่อยมันไป (Ploy-Mon-Pai)             | « Laisser aller »           | Thaï                       |
| Begüm Günceler                                            | Aldırma                             | « Ça ne fait rien »         | Turc                       |
| Шаніс (Shanis)                                            | Все одно (Vse odno)                 | « Tout un »                 | Ukrainien                  |
| Dương Hoàng Yến                                           | Hãy bước đi                         | « Allons-y »                | Vietnamien                 |

Source : Deezer et Qobuz sauf références spécifiées et traductions.

## Classement
Les classements suivants sont ceux pour la version originale en anglais de la chanson Let It Go.

### Classements hebdomadaire
| Classement (2013–2014)                        | Meilleure place atteinte |
| --------------------------------------------- | ------------------------ |
| Australie (ARIA)                              | 16                       |
| Autriche (Ö3 Austria Top 40)                  | 74                       |
| Belgique (Ultratip Flanders)                  | 55                       |
| Brésil Hot 100 (Billboard Brasil)             | 91                       |
| Canada (Canadian Hot 100)                     | 18                       |
| Corée du Sud (Gaon)                           | 1                        |
| Danemark (Tracklisten)                        | 34                       |
| Écosse (Official Charts Company)              | 10                       |
| États-Unis Billboard Hot 100                  | 5                        |
| États-Unis Adult Contemporary (Billboard)     | 9                        |
| États-Unis Adult Top 40 (Billboard)           | 20                       |
| États-Unis Dance Club Songs (Billboard)       | 1                        |
| Irlande (IRMA)                                | 7                        |
| Japon (Japan Hot 100)                         | 4                        |
| Nouvelle-Zélande (Recorded Music NZ)          | 31                       |
| Pays-Bas (Single Top 100)                     | 67                       |
| Royaume-Uni Singles (Official Charts Company) | 11                       |
| Suède (Sverigetopplistan)                     | 15                       |

### Classements de fin d'année
| Classement (2014)                             | Position |
| --------------------------------------------- | -------- |
| Australie (ARIA)                              | 25       |
| Canada (Canadian Hot 100)                     | 79       |
| États-Unis Billboard Hot 100                  | 21       |
| États-Unis Adult Contemporary (Billboard)     | 23       |
| États-Unis Dance Club Songs (Billboard)       | 12       |
| Irlande (IRMA)                                | 11       |
| Japon (Japan Hot 100)                         | 30       |
| Royaume-Uni Singles (Official Charts Company) | 10       |
| Suède (Sverigetopplistan)                     | 59       |

### Classements de fin de décennie
| Classement (2010–2019)                        | Position |
| --------------------------------------------- | -------- |
| Royaume-Uni Singles (Official Charts Company) | 88       |